# 男·色旅程
《男·色旅程》是一部2008年法-德合拍的劇情片，巴斯歐-艾力斯·文森導演，電影原聲帶由電音-後搖滾樂團Tarwater編曲。

## 劇情簡介
崑汀和安東尼是一對18歲的雙胞胎兄弟，他們決定不讓父親知道，私底下用搭便車的方式到西班牙參加母親的喪禮。在旅程中，他們遇到不同的人，充滿著性愛、兄弟爭吵、合解以及讓他們措手不及和備感新鮮的各樣事物，他們必須釋放自己，面對彼此的差異與個性，一趟流動、改變中的公路旅程，讓兩個少年從此邁向成熟，迎接一段新的共生關係。

## 登場角色
- 亞歷山卓·卡歷 飾 安東尼
- 維果·卡歷（法语：Victor Carril） 飾 崑汀
- 阿娜伊絲·德穆斯提耶 飾 克蕾門汀
- 薩米·哈納 飾 哈基姆
- 費南多·拉馬耀（西班牙语：Fernando Ramallo） 飾 安赫爾

## 外部連結
- 互联网电影数据库（IMDb）上《男色旅程》的资料（英文）
- AllMovie上《男色旅程》的资料（英文）
- 爛番茄上《男色旅程》的資料（英文）
- 開眼電影網上《男色旅程》的資料 （繁體中文）
- YesAsia上《男色旅程 （页面存档备份，存于）》的DVD資料 （繁體中文）